# لارس هيورتيوج
لارس هيورتيوج (بالدنماركية: Lars Hjortshøj)‏ هو كاتب سيناريو وممثل دانمركي، ولد في 3 يونيو 1967 في الدنمارك.

## وصلات خارجية
- لارس هيورتيوج على موقع IMDb (الإنجليزية)
- لارس هيورتيوج على موقع ألو سيني (الفرنسية)
- لارس هيورتيوج على موقع ميوزك برينز (الإنجليزية)
- لارس هيورتيوج على موقع أول موفي (الإنجليزية)
- لارس هيورتيوج على موقع قاعدة بيانات الأفلام السويدية (السويدية)
- لارس هيورتيوج على موقع أول ميوزيك (الإنجليزية)
- لارس هيورتيوج على موقع ديسكوغز (الإنجليزية)
- لارس هيورتيوج على موقع قاعدة بيانات الفيلم (الإنجليزية)
- لارس هيورتيوج على موقع كينوبويسك (الروسية)